# Eduard Uspenskij
Eduard Nikolajevič Uspenskij (rusky: Эдуард Николаевич Успенский; 22. prosince 1937, Jegorjevsk – 14. srpna 2018, Moskva) byl ruský spisovatel literatury pro děti. Proslul zejména knihou, jež vyšla česky pod názvem Krokodýl Evžen a jeho kamarádi (v originále Krokodil Gena i jego druzja), kde se objevila postavička Čeburašky, proslavená posléze i v animovaném filmu. Česky vyšly i jeho knihy Kocour, pes a strejda Mudra (Dyadya Fyodor, pyos i kot) a Prázdniny s babou Jagou. Jeho díla byla přeložena do 25 jazyků a dala vzniknout přibližně 60 animovaným filmům. Byl jedním ze zakladatelů nejdéle vysílaného ruského dětského televizního pořadu Dobrou noc, maličcí! (ruská obdoba Večerníčku). Byl i televizním moderátorem. Je vzdáleným příbuzným hudebního skladatele Tichona Nikolajeviče Chrennikova. Jeho matka byla Polka, otec Rus a vysoký komunistický funkcionář.